# Athenaea picta
Athenaea picta là loài thực vật có hoa trong họ Cà. Loài này được (Mart.) Sendtn. mô tả khoa học đầu tiên năm 1846.